# Anna Walburga von Neuenahr

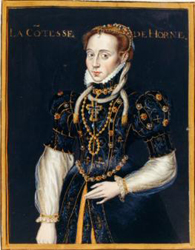
Anna Walburga von Neuenahr

Anna Walburga von Neuenahr (* 1522; † 25. Mai 1600) war durch Erbe regierende Gräfin von Moers.

## Leben
Anna Walburga war eine Tochter von Graf Wilhelm II. von Neuenahr (um 1485/91–1552) und der Erbtochter der Grafschaft Moers, Gräfin Anna von Wied (um 1500–1528). Der Kölner Dompropst und Universitätskanzler Graf Hermann von Neuenahr der Ältere (1492–1530) war ihr Onkel.
→ Zu weiteren Vorfahren vgl. den Artikel zu ihrem Bruder Hermann von Neuenahr der Jüngere (1520–1578).
Im Herbst 1543 wurden Überlegungen zu einer Eheschließung Annas mit Herzog Wolfgang von Pfalz-Zweibrücken (1526–1569) angestellt, die jedoch zu keinem Ergebnis führten. Am 26. November 1546  heiratete sie Philippe de Montmorency, Graf von Horn (* 1526), der am 5. Juni 1568 in Brüssel auf dem Marktplatz enthauptet wurde.
Im Jahr 1575 heiratete Anna Walburga ihren Neffen 3. Grades Graf Adolf von Neuenahr (um 1545–1589). Nach dem Tod ihres Bruders Hermann von Neuenahr der Jüngere am 12. Dezember 1578 erbte sie mit ihrem Mann nach Erbstreitigkeiten mit Werner von Salm-Reifferscheid die Grafschaft Moers, Bedburg, Garsdorf und das Schloss Rösberg.
Siehe auch Stammliste der Montmorency